# Тесак, Лукаш
Лу́каш Теса́к (словац. Lukáš Tesák; 8 марта 1985, Жьяр-над-Гроном, Чехословакия) — словацкий футболист, защитник. Выступал в сборной Словакии.

## Карьера
В сезоне 2004/05 начал карьеру профессионального игрока, подписав контракт со словацкой командой «Дубница», позднее выступал ещё в четырёх местных клубах: «Жилина», «Римавска-Собота», «Сеница» и «Татран». В составе «Жилины» стал дважды вице-чемпионом Словакии (2007/08, 2008/09).
В августе 2010 года подписал двухлетний контракт с луганской «Зарёй», став первым словаком в украинской премьер-лиге.
В июле 2012 года перешёл в московское «Торпедо» также по двухлетнему контракту. Будучи капитаном команды, очень помог новому главному тренеру Александру Бородюку в выходе «Торпедо» в премьер-лигу в сезоне 2013/14. Но из-за финансовых проблем клуба оба покинули команду.
В последний день трансферного окна 31 августа 2014 года Тесак подписал контракт с тульским «Арсеналом», который также вышел в том сезоне в премьер-лигу под руководством Дмитрия Аленичева. Однако «Арсенал» сразу вылетел из премьер-лиги, Аленичев ушёл в московский «Спартак». Тесака, как игрока сборной Словакии, клуб ФНЛ России уже не устраивал и в январе 2016 года он расторг контракт с туляками.
В феврале 2016 года Тесак подписал контракт (2+1) с алма-атинским «Кайратом», в который его пригласил новый тренер команды Александр Бородюк.
8 марта, в день своего рождения, дебютировал за «Кайрат» в официальных матчах, выйдя на игру на Суперкубок Казахстана по футболу против чемпиона «Астаны». Забил решающий гол в серии пенальти (0:0, 5:4 по пенальти), принеся победу команде. Однако после 18 игр в чемпионате Тесак был отзаявлен из «Кайрата» ввиду избытка легионеров на его позиции и в июле вернулся в тульский «Арсенал», подписав контракт на два года.
Проведя сезон в «Арсенале» (12 матчей), Тесак в июле 2017 года стал игроком белорусского «Гомеля» до конца 2018 года. Сыграв в первом круге 13 игр и забив 2 гола, Лукаш в январе 2018 года покинул «Гомель».

## Карьера в сборной
5 сентября 2015 года дебютировал за сборную Словакии в отборочном матче Евро 2016 против Испании (0:2). В заявку на чемпионат Европы во Франции включён не был.

## Достижения
- Вице-чемпион Словакии в составе «Жилины» (2007/08, 2008/09)
- Бронзовый призёр первенства Футбольной национальной лиги: 2013/14 в составе «Торпедо» (Москва)
- Обладатель Суперкубка Казахстана 2016 в составе «Кайрата»